# Chorus (jeu vidéo)
Pour les articles homonymes, voir Chorus.
Chorus est un jeu vidéo d'action-aventure, développé par le studio Fishlabs et édité par Deep Silver. Le jeu est officialisé au cours d'un événement Microsoft au début du mois de mai 2020, et sorti le 3 décembre 2021 sur PlayStation 4, Xbox One, PlayStation 5, Xbox Series, Microsoft Windows et Stadia.